# Eupithecia edaphopteryx
Eupitecia edaphopteryx es una especie de polilla de la familia Geometridae. La especie fue descrita por primera vez por András Mátyás Vojnits en 1988, con distribución en Irán. El holotipo de la especie fue descrita a aproximadamente 2250 metros (7381,9 pies) de altitud en el sector Paskala de Irán. Tiene similitud con otras especies de la región, todos parte del grupo de especies E. graphata.